# Субпрефектура Кампу-Лімпу
Субпрефектура Кампу-Лімпу (порт. Subprefeitura do Campo Limpo) — одна з 31 субпрефектури міста Сан-Паулу, розташована на півдні міста. Її повна площа 36,7 км², населення близько 508 тис. мешканців. Складається з трьох округів:
- Кампу-Лімпу (Campo Limpo)
- Капан-Редонду (Capão Redondo)
- Віла-Андраді (Vila Andrade)

| Бразилія | Це незавершена стаття з географії Бразилії. Ви можете допомогти проєкту, виправивши або дописавши її. |